# Merci!
『Merci!』（メルシー）は、1986年2月5日に発売された柏原芳恵のベスト・アルバム。

## 概要
アルバムの帯コピー：”トップ・シンガーソングライター達との素晴らしい出逢い。”
五輪真弓作詞・作曲による最新シングル「春ごころ」とそのB面曲「二杯目からのはじまり」ほか全14曲を収録。7枚目のアルバム『夢模様』からは半数以上となる7曲が選曲され、中島みゆき、松山千春、谷村新司等のニューミュージック系シンガーソングライターからの提供曲を中心に収録されたベスト・セレクションアルバムである。
12曲目の「黄昏通り」は、イントロの効果音や台詞がカットされたショートバージョンで収録されている。

## 収録曲

### LP・CT

#### Side A
1. 銀河鉄道
作詞：松尾由紀夫　作曲：西島三重子　編曲：石川鷹彦
  - 7枚目のアルバム『夢模様』収録曲。
2. 南風にのせて
作詞・作曲：松山千春　編曲：石川鷹彦
  - 8枚目のアルバム『TINY MEMORY』収録曲。
3. ハリウッド・ロマンス
作詞・作曲：高見沢俊彦　編曲：船山基紀
  - 23枚目のシングル「し・の・び・愛」のB面曲。12枚目のアルバム『し・の・び・愛』収録曲。
4. 約束
作詞：竜真知子　作曲：南こうせつ　編曲：石川鷹彦
  - 7枚目のアルバム『夢模様』収録曲。
5. スノーバード
作詞・作曲：谷村新司　編曲：青木望
  - 11枚目のシングル「花梨」のB面曲。5枚目のアルバム『セブンティーン』収録曲。
6. 二杯目からのはじまり
作詞・作曲：五輪真弓　編曲：萩田光雄
  - 24枚目のシングル「春ごころ」のB面曲。
7. 春ごころ
作詞・作曲：五輪真弓　編曲：萩田光雄
  - 24枚目のシングルA面曲。

#### Side B
1. 渚便り
作詞・作曲：中島みゆき　編曲：服部克久・J.サレッス
  - 12枚目のシングル「春なのに」のB面曲。
2. 髪
作詞・作曲：中島みゆき　編曲：石川鷹彦
  - 6枚目のアルバム『春なのに』収録曲。
3. 思案のスクリーン
作詞・作曲：伊勢正三　編曲：服部克久
  - 7枚目のアルバム『夢模様』収録曲。
4. 夏のたった今
作詞：友部正人　作曲：田所純一郎　編曲：山川恵津子
  - 7枚目のアルバム『夢模様』収録曲。
5. 黄昏通り
作詞：竜真知子　作曲：南こうせつ　編曲：石川鷹彦
  - 7枚目のアルバム『夢模様』収録曲。イントロの台詞などをカットしたショートバージョン。
6. 坂道
作詞：山口薫　作曲：松尾一彦　編曲：萩田光雄
  - 14枚目のシングル「夏模様」のB面曲。7枚目のアルバム『夢模様』収録曲。
7. ふたたび〜See you again
作詞：微美杏里　作曲：松尾一彦　編曲：服部克久
  - 7枚目のアルバム『夢模様』収録曲。

### CD
1. 銀河鉄道
2. 南風にのせて
3. ハリウッド・ロマンス
4. 約束
5. スノーバード
6. 二杯目からのはじまり
7. 春ごころ
8. 渚便り
9. 髪
10. 思案のスクリーン
11. 夏のたった今
12. 黄昏通り
13. 坂道
14. ふたたび〜See you again